# Marco di Saluzzo di Paesana
Marc'Aurelio Emilio Maria Alessandro Leopoldo di Saluzzo di Paesana, Nobile dei Marchesi di Saluzzo, Signore di Castellar con Oncino, Ostana e Paesana, Barone di Fenis e La Riviera, Marchese, detto Marco (Torino, 9 aprile 1866 – Saluzzo, 19 ottobre 1928), è stato un politico italiano.

## Biografia
Ammesso in accademia militare, dalla quale esce ufficiale di artiglieria, dopo aver preso parte alla guerra italo-turca si congeda col grado di maggiore per dedicarsi alle attività di famiglia e alla vita politica della sua città. Consigliere e presidente della provincia di Cuneo, deputato per tre legislature, nel 1919 viene nominato senatore a vita.
Ottenne il titolo di Marchese di Saluzzo, che era stato della sua famiglia quando Saluzzo era la capitale dello Stato Sovrano.